# 蛭崎あゆみ
蛭崎 あゆみ（ひるさき あゆみ）は、日本のバレエ・ピアニスト。武蔵野音楽大学卒業後、新国立劇場バレエ団のピアニストとなった後、渡仏した。2004年にはパリ・オペラ座バレエ・ピアニスト・コンクールで入賞を果たした。2006年、バレエピアニストとして初めて文化庁在外研修員に選ばれウィーン国立歌劇場に派遣された。帰国後、新国立劇場バレエ団ピアニスト、スターダンサーズ・バレエ団、谷桃子バレエ団など東京の様々なバレエ団でピアニストを行っている。
2009年の『スーパーバレエレッスン』「ロイヤル・バレエの精華 吉田都」（NHK教育）でピアニストを務めた。